# 경기도용인교육지원청
경기도용인교육지원청(京畿道龍仁敎育支援廳, Yongin Office of Education)은 경기도 용인시를 관할하는 경기도교육청 산하의 교육지원청이다.
교육장은 장학관으로 보한다.

## 연혁
- 1952.6: 교육법공시로 교육자치제 실시
- 1964.1: 교육법 개정으로 용인군 교육청 개청
- 1991.3: 경기도용인교육청으로 명칭 변경
- 2010.9: 경기도용인교육지원청으로 명칭 변경

## 산하 기관

### 초등학교
기흥구
| - 갈곡초등학교 - 공세초등학교 - 관곡초등학교 - 교동초등학교 - 구갈초등학교 - 구성초등학교 - 기흥초등학교 - 나곡초등학교 - 나산초등학교 - 독정초등학교 | - 동막초등학교 - 동백초등학교 - 마북초등학교 - 마성초등학교 - 보라초등학교 - 보정초등학교 - 산양초등학교 - 상갈초등학교 - 상하초등학교 - 서농초등학교 | - 서천초등학교 - 석성초등학교 - 석현초등학교 - 성지초등학교 - 신갈초등학교 - 어정초등학교 - 언남초등학교 - 언동초등학교 - 용인백현초등학교 - 용인신릉초등학교 | - 용인한일초등학교 - 이현초등학교 - 중일초등학교 - 지곡초등학교 - 지석초등학교 - 청곡초등학교 - 청덕초등학교 - 초당초등학교 - 흥덕초등학교 |

수지구
| - 고기초등학교 - 대지초등학교 - 대청초등학교 - 대현초등학교 - 동천초등학교 - 매봉초등학교 - 상현초등학교 - 새빛초등학교 | - 서원초등학교 - 성복초등학교 - 성서초등학교 - 소현초등학교 - 손곡초등학교 - 솔개초등학교 - 수지초등학교 - 신리초등학교 | - 신월초등학교 - 신일초등학교 - 용인대덕초등학교 - 용인대일초등학교 - 용인신봉초등학교 - 용인신촌초등학교 - 용인심곡초등학교 - 용인한빛초등학교 | - 정평초등학교 - 죽전초등학교 - 토월초등학교 - 풍덕초등학교 - 풍천초등학교 - 현암초등학교 - 홍천초등학교 - 효자초등학교 |

처인구
| - 고림초등학교 - 남곡초등학교 - 남사초등학교 - 남촌초등학교 - 능원초등학교 - 두창초등학교 - 둔전제일초등학교 - 모현초등학교 | - 백봉초등학교 - 백암초등학교 - 수정분교 - 삼가초등학교 - 서룡초등학교 - 송전초등학교 - 양지초등학교 - 역북초등학교 | - 왕산초등학교 - 용마초등학교 - 용인둔전초등학교 - 용인성산초등학교 - 용인이동초등학교 - 용인초등학교 - 용천초등학교 - 운학초등학교 | - 원삼초등학교 - 장평초등학교 - 제일초등학교 - 좌항초등학교 - 포곡초등학교 - 한터초등학교 |

### 중학교
기흥구
| - 구갈중학교 - 구성중학교 - 기흥중학교 - 나곡중학교 - 동백중학교 | - 보라중학교 - 상갈중학교 - 상하중학교 - 서천중학교 - 성지중학교 | - 소현중학교 - 신갈중학교 - 어정중학교 - 언동중학교 - 용인백현중학교 | - 용인신릉중학교 - 용인신촌중학교 - 청덕중학교 - 초당중학교 - 흥덕중학교 |

수지구
| - 대지중학교 - 문정중학교 - 상현중학교 - 서원중학교 | - 성복중학교 - 성서중학교 - 손곡중학교 - 수지중학교 | - 신봉중학교 - 용인대덕중학교 - 용인한빛중학교 - 이현중학교 | - 정평중학교 - 죽전중학교 - 현암중학교 - 홍천중학교 |

처인구
| - 고림중학교 - 남사중학교 - 모현중학교 - 백암중학교 | - 송전중학교 - 영문중학교 - 용동중학교 - 용신중학교 | - 용인중학교 - 용천중학교 - 원삼중학교 | - 태성중학교 - 포곡중학교 - 헌산중학교 |

### 고등학교
기흥구
| - 구성고등학교 - 기흥고등학교 - 신갈고등학교(사립) - 동백고등학교 - 보라고등학교 | - 보정고등학교 - 서천고등학교 - 성지고등학교 - 용인백현고등학교 - 청덕고등학교 | - 초당고등학교 - 흥덕고등학교 |

수지구
| - 대지고등학교 - 상현고등학교 - 서원고등학교 - 성복고등학교 | - 수지고등학교 - 신봉고등학교 - 용인홍천고등학교 - 죽전고등학교 | - 풍덕고등학교 - 현암고등학교 |

처인구
| - 고림고등학교 - 덕영고등학교(사립) - 백암고등학교 - 용인고등학교 | - 용인바이오고등학교 - 용인삼계고등학교 - 용인한국외국어대학교 부설고등학교(사립) - 처인고등학교 | - 포곡고등학교 - 태성고등학교(사립) |

### 특수학교
- 용인다움학교

## 같이 보기
- 대한민국 교육부